# مقاطعة باث (فيرجينيا)
 مقاطعة باث  (بالإنجليزية:  Bath County)‏ هي إحدى المقاطعات في ولاية فيرجينيا في الولايات المتحدة الأمريكية.

## أعلام
- س. إي. بيرد